# 樣舞站

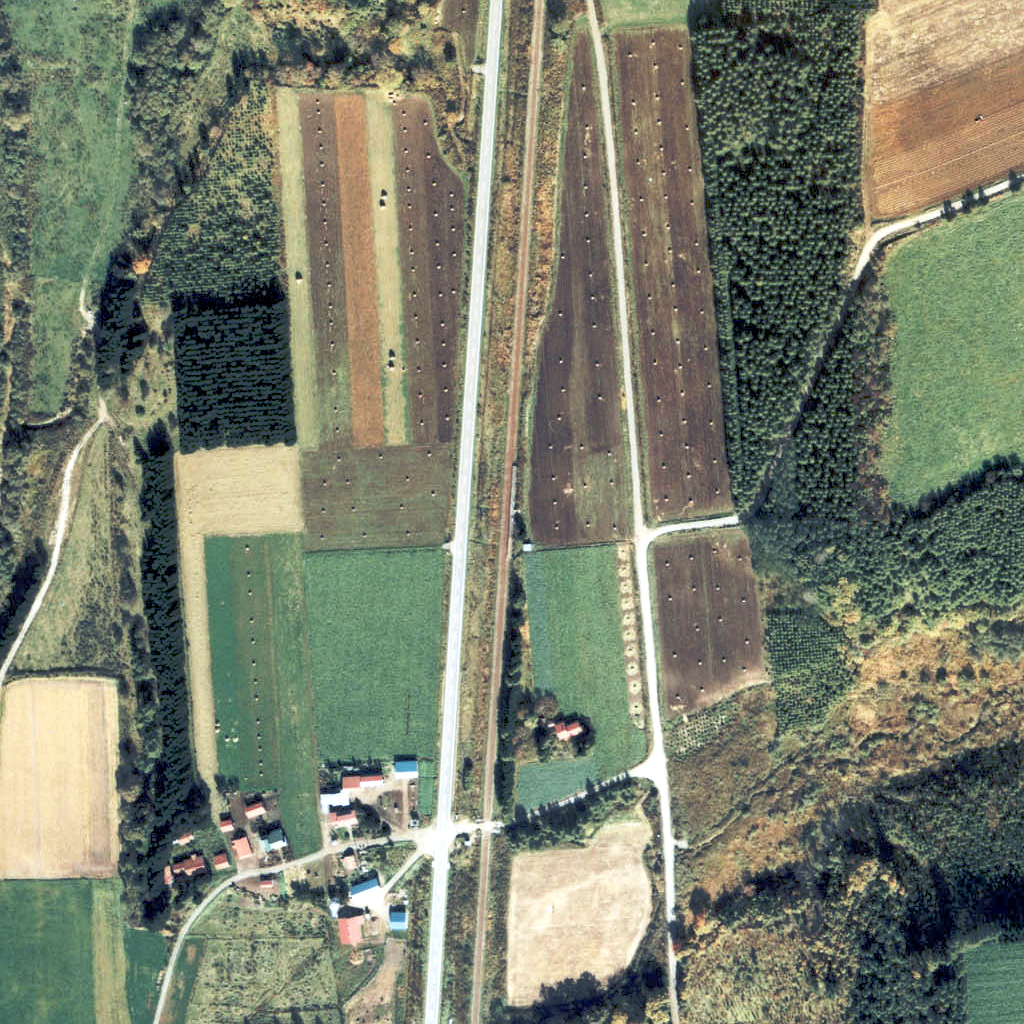
1977年國鐵池北線時代的樣舞站與方圓500米範圍。上方是北見方向。

樣舞站（日语：／ Samamai eki */?）是位於北海道中川郡池田町字樣舞206番地，北海道池北高原鐵道的故鄉銀河線車站（廢站）。隨著故鄉銀河線廢線，車站在2006年（平成18年）4月21日廢除。
此站的使用人次十分少，一年內平均上下車人次只有約5人，因此曾經在2000年成為廢除對象，最後被撤回，直至2006年廢線為止。

## 歷史
- 1948年（昭和23年）7月1日 - 為了維護路軌事務所（路軌組）相關人士通勤和通學需要，部分列車停靠此臨時乘降場[1]。
- 1949年（昭和24年）6月1日 - 日本國有鐵道成立，成為日本國有鐵道車站。
- 1950年（昭和25年） - 國鐵網走本線樣舞臨時乘降場（局設定）啟用[1]。
- 1959年（昭和34年）5月1日 - 升級至車站，名為樣舞站，當時為旅客車站和無人車站[4]。
- 1961年（昭和36年）4月1日 - 池田至北見之間改名為池北線，成為池北線車站[5][6]。
- 1987年（昭和62年）4月1日 - 伴隨國鐵分割民營化，車站由北海道旅客鐵道（JR北海道）營運[7]。
- 1989年（平成元年）6月4日 - 北海道池北高原鐵道繼承池北線[5][8][9][10][11][12][13]。
- 2006年（平成18年）4月21日 - 故鄉銀河線全線廢除[2][14]，此站也廢除。

### 站名的由來
車站名稱取自地名。地名源自阿伊努語的「サモオマイ（samo-oma-i ）」，其意思是「和人、有、處」；或源自阿伊努語的「サモオマナイ（samo-oma-nay）」，其意思是「和人、居住、澤」。但是在池田町史中，和人在1896年（明治29年）以後開始居住，因此產生了疑問。

## 車站構造
截至車站廢除前，此站是地面車站，設有1面1線的單式月台。此站是無人車站。

## 車站周邊
車站附近設有樣舞的村落。
- 北海道道237號池田停車場高島線
- 十勝巴士（日语：十勝バス）「樣舞」巴士站

## 相鄰車站
北海道池北高原鐵道
故鄉銀河線
池田－樣舞－高島

## 注腳
1. 1 2 3  《停車場変遷大事典 国鉄・JR編II》 1998年10月 JTB發行。
2. 1 2 3  北見現代史編集委員会（編集）. . 北見市: 981頁. 2007-01 （日语）.
3. ↑  《10年》 p. 104
4. ↑  《JR釧路支社》 p. 94
5. 1 2   田中和夫（監修）. . 上巻 国鉄・JR線. 北海道新聞社（編集）. 2002-07-15: 236–237頁. ISBN 978-4-89453-220-5. ISBN 4-89453-220-4 （日语）.
6. ↑  《JR釧路支社》 p. 96
7. ↑  太田幸夫.  1. 札幌市: 富士コンテム. 2004-02-29: 139. ISBN 4-89391-549-5 （日语）.
8. ↑  田中和夫（監修）. . 下巻 SL・青函連絡船他. 北海道新聞社（編集）. 2002-12-05: 222頁–223頁. ISBN 978-4-89453-237-3. ISBN 4-89453-237-9.
9. ↑  北見現代史編集委員会（編集）. . 北見市: 952頁,954頁. 2007-01 （日语）.
10. ↑  ふるさと銀河線10周年記念事業実行委員会（編集）. : 21–24頁、95頁. 1999-06-04 （日语）.
11. ↑  . 北海道新聞 (北海道新聞社). フォト北海道（道新写真データベース）. 1989-06-03  [2016-11-25]. （原始内容存档于2016年11月25日） （日语）.
12. ↑  《JR釧路支社》 p. 122
13. ↑  《10年》 p. 105
14. ↑  . 北海道新聞 (北海道新聞社). フォト北海道（道新写真データベース）. 2006-04-21  [2016-11-25]. （原始内容存档于2016年11月25日） （日语）.
15. ↑   (PDF). アイヌ語地名リスト. 北海道 環境生活部 アイヌ政策推進室. 2007  [2018-09-13]. （原始内容存档 (PDF)于2018-04-17） （日语）.